# 诺维港
诺维港（俄语：Новый Порт，意为“新港”）是俄罗斯亚马尔-涅涅茨自治区亚马尔区的一个村庄，坐落于鄂毕湾沿岸。其距自治区首府萨列哈尔德约300km，距亚马尔区行政中心亚尔萨列约130km（皆为空运）。2005年人口为1645。
1921年开始有居民聚居于此。1942年，该村正式建立。